# University of Pittsburgh

Cathedral of Learning

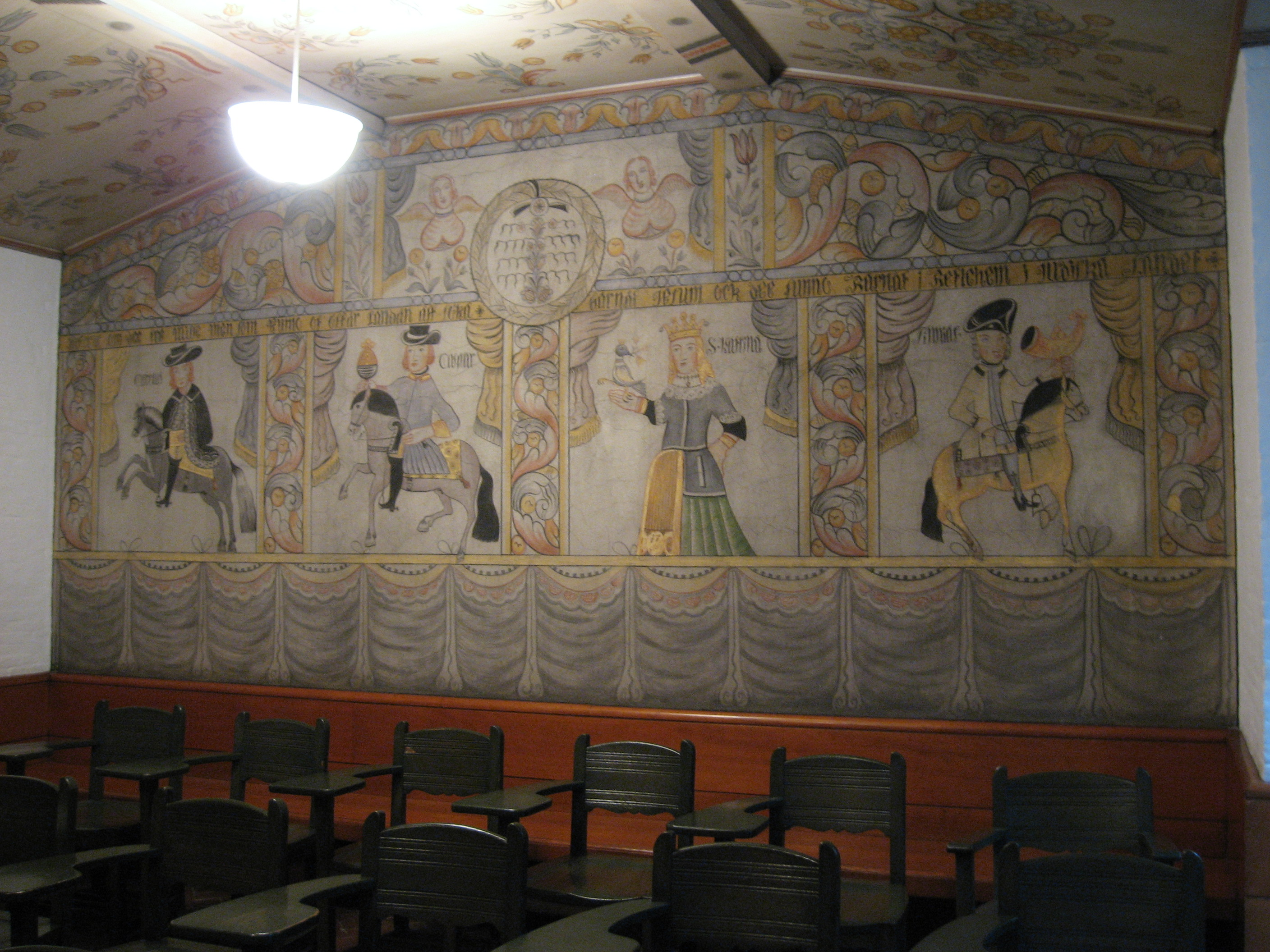
Svenskt klassrum i Cathedral of Learning

University of Pittsburgh, med smeknamnet Pitt, är det största universitetet i Pittsburgh i Pennsylvania. Universitetet har cirka 34 000 studenter och 11 000 anställda.
Universitetet grundades 1787 under namnet Pittsburgh Academy. Det kallades Western University of Pennsylvania 1819–1908. Sistnämnda år fick det fick sitt nuvarande namn. Det har sitt huvudcampus i Oakland som ligger strax öster om centrum. På dess campus finns den kända Cathedral of Learning, vilken med sina 163 meter är världens näst högsta universitetsbyggnad. Universitets idrottsförening heter Pittsburgh Panthers.
Det var på University of Pittsburgh som Jonas Salk på 1950-talet uppfann poliovaccinet. Därmed kunde en epidemi som drabbade 100 000-tals världen över stoppas.
Lärosätet rankades på plats 100 i världen (av totalt ca 20 000 lärosäten) i Times Higher Educations rankning av världens främsta lärosäten 2018.